# 關山蝦屬
昆明關山蝦（Guanshancaris kunmingensis）是關山蝦屬（學名：Guanshancaris）的唯一的物種，也是模式種。屬於節肢動物門、恐蝦綱、放射齒目、抱怪蟲科底下的一個種。生活在中國寒武紀第四期的海裡。與其他許多放射齒目的物種一樣，昆明關山蝦目前僅有發現不完整的化石，包含了其前附肢以及口器，可能以食殼性為主。

## 命名
關山蝦的屬名Guanshancaris，是源自發現地點－關山動物群（Guanshan biota），種小名的kunmingensis是依照發現地點-昆明市的中文拼音。

## 發現
關山蝦的化石產地是在中國雲南昆明官渡區高樓房村（Gaoloufang Village）和梨花庄村（Lihuazhuang Village）的烏龍箐組（Wulongqing Formation），與似奇蝦屬（Paranomalocaris）的發現地一樣。
在烏龍箐組發現化石標本總共有47塊標本，包含正模標本（holotype）的NIGP154565；其中27個是極為相似或是保存部分的標本，24個近乎完整或保存完好的前附肢，還有1個保存四個前附肢，和3個保存兩個前附肢。梨花庄村發現了兩個標本，編號為：YKLP 12414、YKLP 12415。YKLP 12414保存了一對前附肢和一個口錐，YKLP 12415則是保存了部分的前附肢。正模標本的編號於2023年改為GLF WLQ 02，也確立了 GLF WLQ 05、GLF WLQ 10副模標本（Paratype）為編號；且增加了五塊標本，編號為：GLF WLQ 03、GLF WLQ 04、GLF WLQ 07、GLF WLQ 08、GLF WLQ 09。

## 型態

### 前附肢
前附肢總共有15個節（podomere），節大多呈四邊形。其中的兩節是梗節（shaft，連接頭部和附肢的部分），剩餘的都是端節（distal articulated region，附肢外側的部分）。第1個節彎曲且比較大。第2個節下方具有比較短的小刺稱作前附肢棘（ventral spines），第3個節的前附肢棘在整個附肢裡是最大的，上面有6個不對稱的小刺，第1根較長，其中第2根小刺最長（都在後面），第3至6根小刺依序逐漸變小（都在前面）。第3個至15個節的長度逐漸變小，而第4個至第14個節具有成對的前附肢棘且上面還有一到兩對小刺，第12分節到第14分節具有成對的背刺，向後會逐漸變長。第7節前附肢棘較大，第14節的前附肢棘最小。第3個至第14個節的前附肢棘與相應的腹面的夾角角度有逐漸變小，夾角範圍約為90°至60°。在連續的分節上前附肢棘的長度會交替為奇數節的大，偶數節的小。附肢末節具有2根大小差異較大且彎曲的末刺，背刺較長，前附肢棘較小。

### 口錐
口錐可以被分為三個大小的齒板。

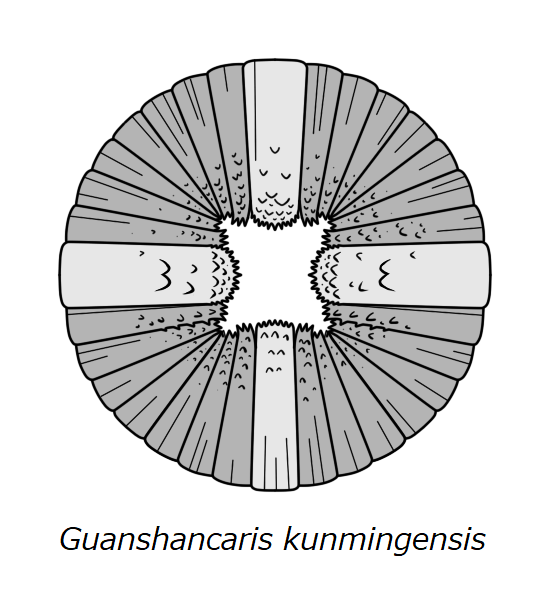
淺灰色是大齒板（large plates）而深灰色是小齒板（small plates）。上面的三角形是皺褶和三角形刺的地方。

口錐也是在發現關山蝦附肢的同一個地點，標本名為NIGPAS 162529。口錐大約是圓的，且形狀是四個方向向外的放射狀，直徑約7公分。口錐的外圈由32塊小齒板組成，圍繞著一個長約1.5公分、寬約1公分的中心開口。其中口錐的四個大齒板（large plate）的三個大齒板比起其中的一個還要寬，兩個相鄰的大齒板的距離相差了90°，朝上、朝左、朝右的大齒板長度約3.3公分，寬度約1.3公分，而朝下的明顯較小，長度約2.0公分，寬度約0.6公分。分別在上、下、左和右。大齒板和大齒板隔了7個小齒板，這7個小齒板占了口錐的四分之一。
28塊的小齒板大小都差不多，長度約為2.7公分，寬度約為0.7公分。大齒板和小齒板都透過狹窄的部分向橫延伸出去。大多數小齒板以及朝上、下的大齒板都有從其外圈開始的皺紋，左右大齒板不存在這些皺紋。這些皺紋中最長的幾乎達到了齒板總長度的一半。所有大齒板和小齒板的表面都有多達12個鱗狀瘤。儘管分佈不規則，這些瘤具有朝向同個方向，尖端從外向內突出到中心開口。這些瘤的直徑大多小於2毫米，但少數達到3毫米至5毫米。其中，較小的瘤可見於所有大小齒板，而較大的瘤僅存在於朝上、朝左、朝右的大齒板上，朝下的大齒板沒有。所有板的內圈都有成排類似大小的三角形刺，長度小於1毫米，四個大齒板上最多有8個這樣的刺，而小齒板上最多只有3個。類似的刺也存在於大齒板及其相鄰小齒板的邊緣。

## 分類
在2013年，昆明奇蝦（昆明關山蝦）被發現同時被描述為＂奇蝦屬＂的昆明奇蝦。在2014年，叢培允（古生物博士，Pei-yun Cong）等人透過系統發生學將昆明奇蝦（昆明關山蝦）認為是屬於抱怪蟲科的一種。同年，積及·文瑟（古生物博士，Jakob Vinther）等人將昆明奇蝦從奇蝦屬移至抱怪蟲屬（Amplectobelua ）並改名為昆明抱怪蟲（Amplectobelua kunmingensis）。在2015年，彼得·范-羅伊（生物學家，Peter Van-Roy）等人又重新移回奇蝦屬，但依舊歸類在抱怪蟲科。魯迪·勒羅西-奧布里爾（古生物學家，Rudy Lerosey-Aubril）和史蒂芬·帕茨（古生物學家，Stephen Pates ）明確的提到＂抱怪蟲科＂當時的屬和物種分別是里拉琴蟲屬、抱怪蟲屬和昆明奇蝦（昆明關山蝦）。在2017年，曾晗（研究員，Han Zeng）等人在烏龍箐地層發現一塊放射齒目的口錐化石，經過證明那是昆明奇蝦（昆明關山蝦）的口錐化石。最後，在2023年Mingjing Zhang（古生物學家）等人創立新的屬給昆明奇蝦，改名成昆明關山蝦。

### 比較

#### 抱怪蟲科
雖然昆明關山蝦與雙肢抱怪蟲是同一科，但是在附肢上有差別，在雙肢抱怪蟲的前附肢棘上沒有小刺，而在昆明關山蝦上有。而且端節最大的前附肢棘大小也不一樣，雙肢抱怪蟲的前附肢棘的長度大約是端節的三分之一至一半，而昆明關山蝦不到三分之一。與三葉里拉琴蟲和相仿蘭氏蝦的差別是節的數量不同，分別有11個和16個節，而且昆明關山蝦的節長與高比率比較高。